# ニュージーランドの歴史

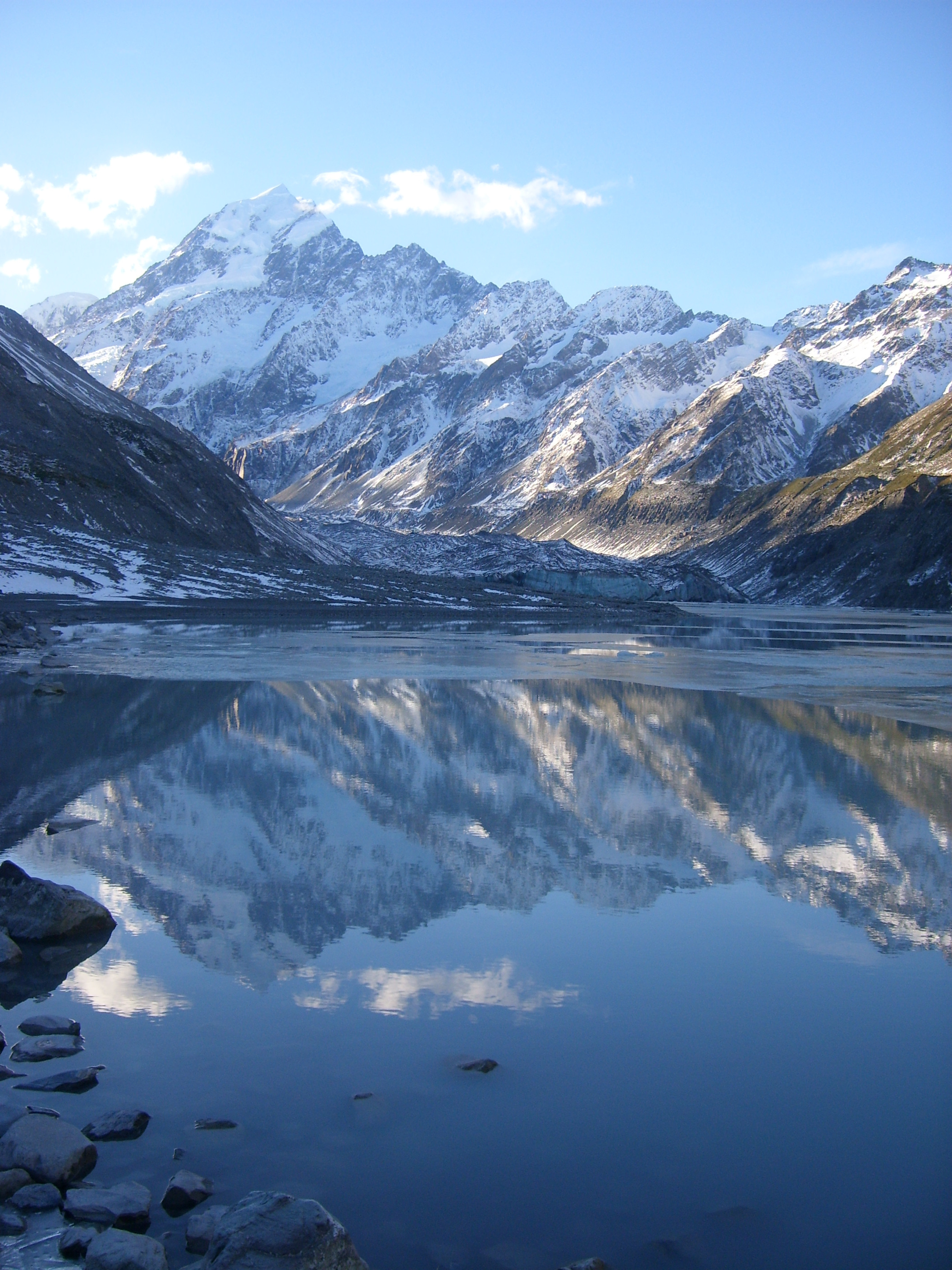
ニュージーランドにヨーロッパ人として初めて上陸したジェームズ・クックにちなんで名付けられたクック山。

ニュージーランドの歴史（History of New Zealand）では、太平洋南西部（ポリネシア）に位置する国家、ニュージーランドを構成する島嶼の歴史について詳述する。

## 概要
元来は無人島だったこの島に最初に定住した民族は東ポリネシア系のマオリ人で、10世紀後半頃にニュージーランドに到達したとされている。彼らは巨大な鳥・モアの狩猟を生業としていたが、狩猟対象の激減により14世紀頃にはライフスタイルの大きな変化が見て取れるようになる。その後、オランダのアベル・タスマンによって1642年に「発見」され、1769年、イギリス人探検家ジェームズ・クックがヨーロッパ人として初めてニュージーランドに上陸を果たした。これを契機としてクジラやアザラシの捕獲を行う人々の補給地として利用されるようになる。
1830年代後半に入るとイギリスの植民会社であるニュージーランド会社が組織的な植民活動を開始したことによって入植者が増加していった。イギリスは1840年、マオリ人代表者とワイタンギ条約を締結してニュージーランドをイギリス主権下へ置いたが土地を巡る入植者とマオリ人との紛争が絶えず、1845年にはマオリ戦争が勃発している。1872年に戦争が終結した後はイギリス主導による大規模なインフラの整備が進められ、大きな経済発展を遂げることとなった。1880年代には経済的な不況を経験しつつもジョージ・グレーを中心とした政治家たちの活動によって法整備、議会整備が実施され、政党の結成が図られた。1893年にリチャード・セドンが政権を握ると1906年までに多くの制度が導入・立法され、ニュージーランドは「社会立法の実験室」として世界に知られるようになる。1907年にはイギリス連邦内ドミニオンの地位を獲得した。1914年に勃発した第一次世界大戦ではオーストラリアとの連合軍ANZACを組織し、ガリポリの戦いに参加するなど多くの犠牲者を出しつつもその地位を向上させ、戦後には国際連盟に原加盟国として参加した。1929年に始まった世界恐慌はニュージーランドにも大きな影響を与えたが、経済に対する国家介入を拡大する政策を打ち出して乗り切った。
第二次世界大戦では連合国の一員として参戦するも、直接的な交戦はほとんど無く終戦を迎える。戦後はキース・ホリオーク主導のもとに経済的発展・国際地位向上を見せるが、1960年代の繁栄から一転して1970年代に入るとオイルショックやイギリスの欧州諸共同体加盟による輸出市場の喪失などによって経済不況に陥ることとなる。これを受けて1984年に労働党政権が誕生すると経済改革、社会改革といった大々的な改革が進められた。

## マオリの到来

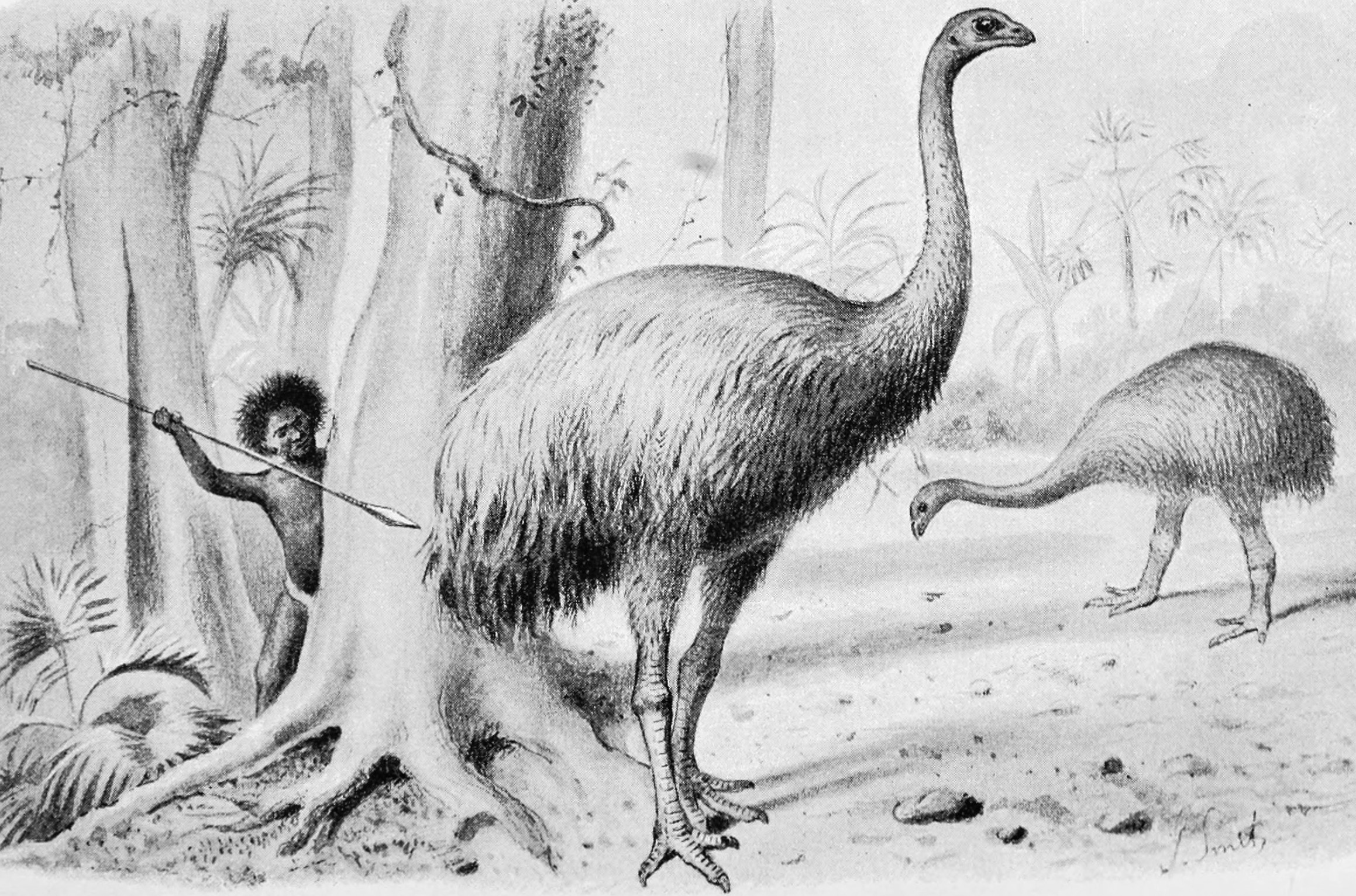
モアを狩猟するマオリ。

現在ニュージーランドに居住する先住民族マオリの伝承では、「祖先はハワイキからワカに乗り、海を渡ってやってきた」とされている。彼らがニュージーランドにいつ、どこからやってきたのかに関する年代は明確になっておらず、言語学的な推察と、ニュージーランドに残る遺跡の放射性炭素年代測定から、およそ1100年から1200年頃にクック諸島、ソシエテ諸島あるいはマルケサス諸島からニュージーランド北島へ渡来したものと考えられている。元来、漁撈・農耕を営んでいた彼らはニュージーランド渡来後、狩猟を中心とした生活に変化した。狩猟対象となったのはアザラシやニュージーランド原産の無翼巨鳥モアで、数多くの狩猟遺跡が、島の各地に残されている。1960年代、大量のモアの骨が狩猟遺跡から発見された際には従来のポリネシア人のライフスタイルとのあまりの相違から、マオリ渡来よりも前に先住民族（モア・ハンター）がいたのではないかとする推測がなされたが、現代ではマオリ自身の生業の中心が漁撈から狩猟に転換したに過ぎない相違であるという意見が一般的となっている。
モアは大量の食料を供給するだけでなく、その骨は釣り針や装身具、工具材として利用され、羽毛はケープや首飾りに用いられるなど、マオリの生活文化に密接に関わっていた。マオリはモアを追いつつその居住地域を北島から南島へと徐々に広げていった。モアの狩猟は1300年代をピークとして、個体数の減少から徐々に衰退していったが、ほぼ絶滅したと見られる1550年頃まで行われた。モアの減少に伴いマオリの生活スタイルにも変化が見られるようになり、ポリネシアから持ち込んだタロイモやサツマイモの栽培、魚介類や海獣類の捕獲が生活基盤を支えるようになっていった。モアを追って拡散した人々はやがてその地理的・気候的な環境差異から、独自の生活文化を生み出すようになった。北部では植物栽培を中心とした生活が見られ、南部やチャタム諸島などでは脂肪分の多い海獣が重要な食料資源とされていた。
1500年頃に入ると塹壕や木製の柵や城壁を備えたパ（砦）が急速に普及するようになる。これは集団地域交流と並存して部族間の戦闘が断続的に行われていたことが原因と考えられている。パはニュージーランド全域に6,000を超える数が記録されており、特に人口密度の高かった北島北部に多く残されている。

## ヨーロッパ人の到来

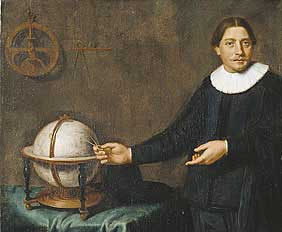
アベル・タスマン

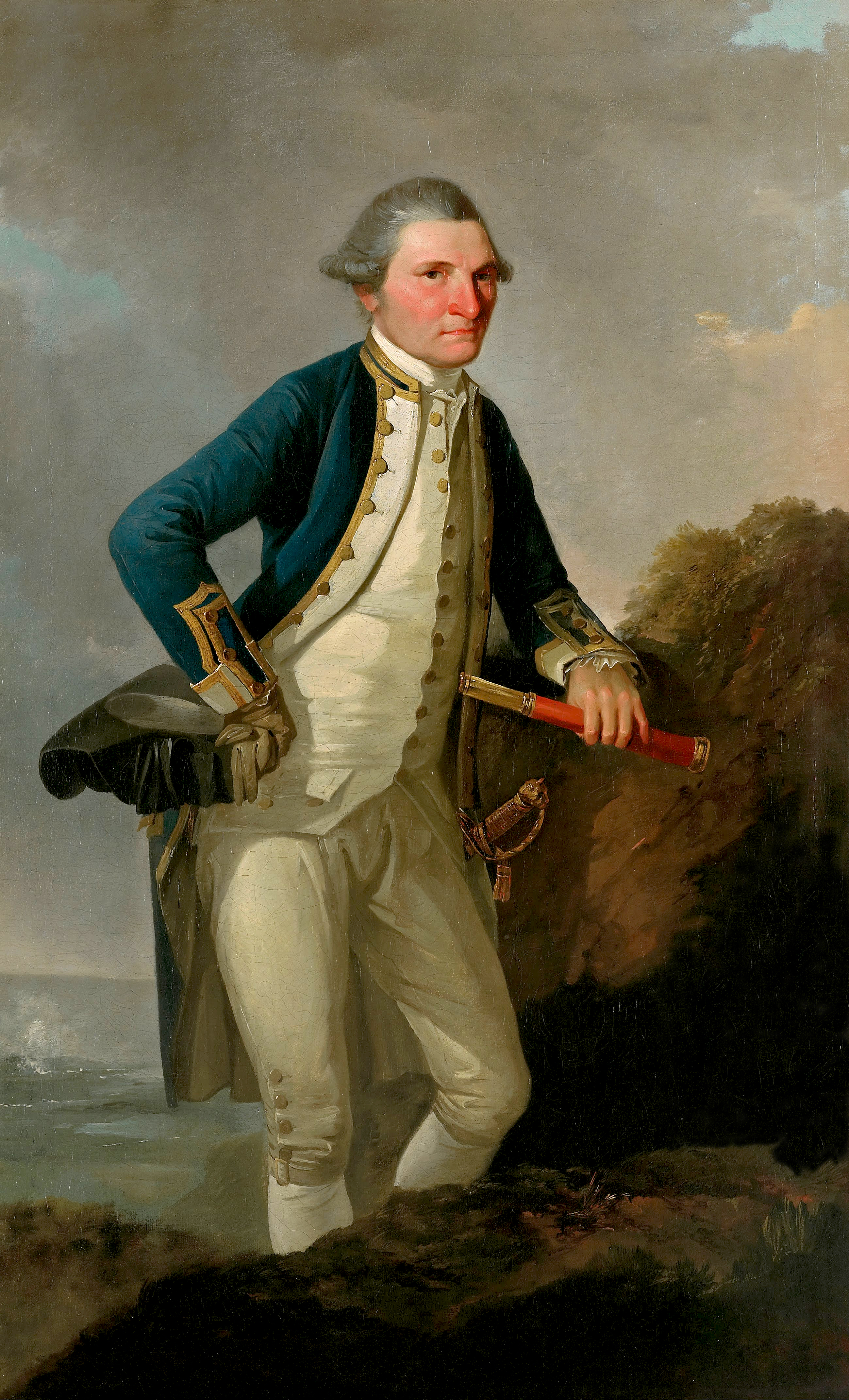
ジェームズ・クック

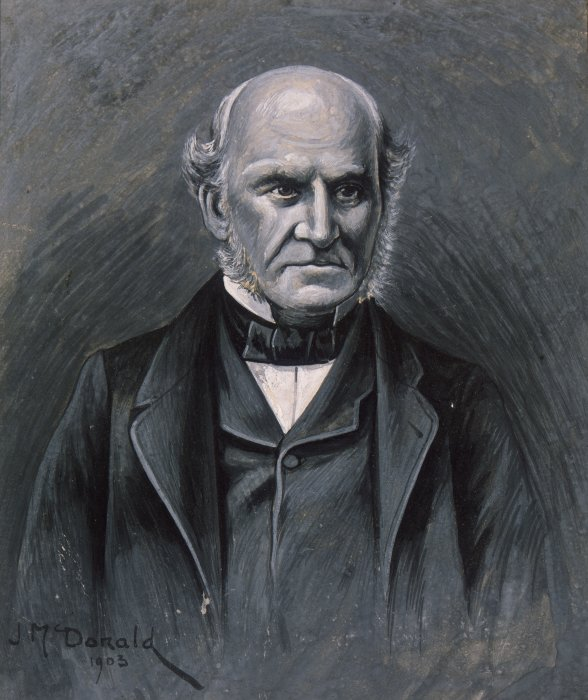
ジェームズ・バズビー

ニュージーランドをヨーロッパ人として初めて発見したのはオランダの探検家、アベル・タスマンであった。南の海にあるとされる未知の南方大陸の発見を目的として1642年8月4日にジャワ島バタヴィアを出航したタスマンは、インド洋西部のモーリシャスから南下し、タスマニア島を発見する。さらにその東から北上することで同年12月13日、ニュージーランド南島の一角を発見するに至った。しかし、タスマン自身はこれを島と思わず、南アメリカ大陸の西端と誤認し、北上を続けた。南島と北島を隔てるクック海峡に差し掛かった際、これを湾入と考え、飲料水を得るために投錨・上陸を試みたが、マオリに発見され、船員4人が殺されてしまう。この事件がきっかけでタスマンは極度に警戒・躊躇し、一度も上陸することなくニュージーランドを後にした。タスマンはこの陸地に故国オランダの臨海州ゼーランドにちなみ、ゼーランディア・ノヴァと名付けた。これが現在のニュージーランドの呼称の由来となっている。
それから100年以上が経過した1768年、イギリスの探検家ジェームズ・クックが、イギリス王立協会の要請による金星の太陽面通過観測のため、タヒチ島へ派遣された。金星観測を終えた1769年、クックはタヒチから西への航海の最中の10月7日にニュージーランド北島の陸影を発見する。翌日、現在のギズボーン沖に投錨したクックはヨーロッパ人として初めてニュージーランドへの上陸を果たした。その後6ヶ月をかけて北島、南島の全海域を周航したクックは、極めて正確な海岸線図を作成している。
クックの「発見」をきっかけとして交易・捕鯨・宣教などを目的としたニュージーランドへの来訪者が現れるようになる。交易品目としてはカウリやニュージーランド麻がマストやロープの材料として人気を博した。また、ラッセルは捕鯨船の良好な寄港地として知られるようになり、イギリスだけでなくアメリカ、フランスなど様々な国籍の船舶が停泊する港町へと変貌を遂げた。海産物ではクジラの他にアザラシやオットセイなども取引がなされ、南島の各地に次々と拠点が作られた。しかしこうした乱獲によりクジラやアザラシ、オットセイは19世紀始めにはその数を急激に減らしていき、捕鯨や海獣漁は1850年代までに衰退していった。
また、文化面では1807年以降、舶来のマスケット銃が持ち込まれるようになり、先住民同士の戦争形態にも大きな変革が起こった。殺傷力の高い武器を手にしたことによる抗争激化はヨーロッパ人が持ち込んだインフルエンザ、赤痢、百日咳、はしか、チフスといった病気とともに19世紀のマオリの人口減少を招いた一因と指摘されている。キリスト教は1814年、英国国教会を基盤とするチャーチ・ミッショナリー協会のサミュエル・マースデンによってもたらされた。馬などの家畜もこのとき持ち込まれたとされている。
1830年までに約2,000人のヨーロッパ人がニュージーランドに居住するようになった。この中にはオーストラリア流刑地から脱走してきたものも多く含まれており、ニュージーランドの治安は大いに乱れた。特にラッセルは「太平洋の地獄」とも称されるほどの荒れようだったという。1830年、イギリス人船長がマオリ間の紛争に介入し、ンガイ・タフ・マオリを虐殺するという事件（オナウェ事件）が起こったことをきっかけとして、イギリスはニュージーランドへ法と秩序をもたらすべく1833年5月、ジェームズ・バズビーを駐在弁務官として任命し、その対応に当たらせた。バズビーはまずニュージーランドの国旗制定に取り組み、翌1834年3月、マオリ首長たちを交えた会議にてニュージーランドの国旗を取り決めた。これをもとにマオリ首長たちに独立宣言書に署名を行わせ、1835年10月25日、ニュージーランド北部にニュージーランド部族連合国が誕生した。

## ワイタンギ条約の締結

ウィリアム・ホブソン

ヨーロッパの投資家たちは、ニュージーランドが遠くない未来にイギリスに併合されるだろうという予測の下、植民地化のための活動を1820年代より徐々に進めていた。1825年には最初の植民地会社がロンドンに設立され、ニュージーランドへの移民斡旋を始めるようになった。エドワード・ギボン・ウェークフィールドが1838年にニュージーランド会社を設立するとその流れは加速した。マオリたちは戦争のためのマスケット銃獲得のため、土地取引に応じ、ニュージーランド国土の約1/3にあたる2000万エーカー以上の土地がニュージーランド会社の手に渡ったとされている。
イギリス政府の依頼を受けて1837年から実地調査をしていたウィリアム・ホブソンはこうした状況を政府に報告した。民間会社による組織的な植民活動、マオリ部族間での激化する争いのほか、イギリスの他にニュージーランドの併合を狙うフランスの動きなどを背景として、イギリス政府はマオリ首長らから彼らの土地をイギリスに譲渡するよう交渉する必要があると考えるようになった。1840年1月29日、再度政府から命を受けてニュージーランドを再訪したホブソンは、同年2月5日、ワイタンギのバズビー邸宅にマオリを呼び集め、「イギリス女王はこの地を侵略せんとする外国勢力からマオリを保護する用意があるが、イギリス領土以外ではその権威が及ばない。そのため、一同がこの条約に署名することを希望している」と前置いて持参した条約3条（ワイタンギ条約）を読み上げた。マオリ首長たちはこれに対して賛成派、反対派に分かれて大いに議論したが、当日の結論は出ず、翌日1840年以前の土地取引について再度見直すことを条件に45人の首長が条約に署名した。ホブソンはその後南北両島の512人の署名を集めることに成功し、1840年5月12日、スチュアート島を含むニュージーランド全土がイギリス領となったことを宣言した。

## マオリ戦争

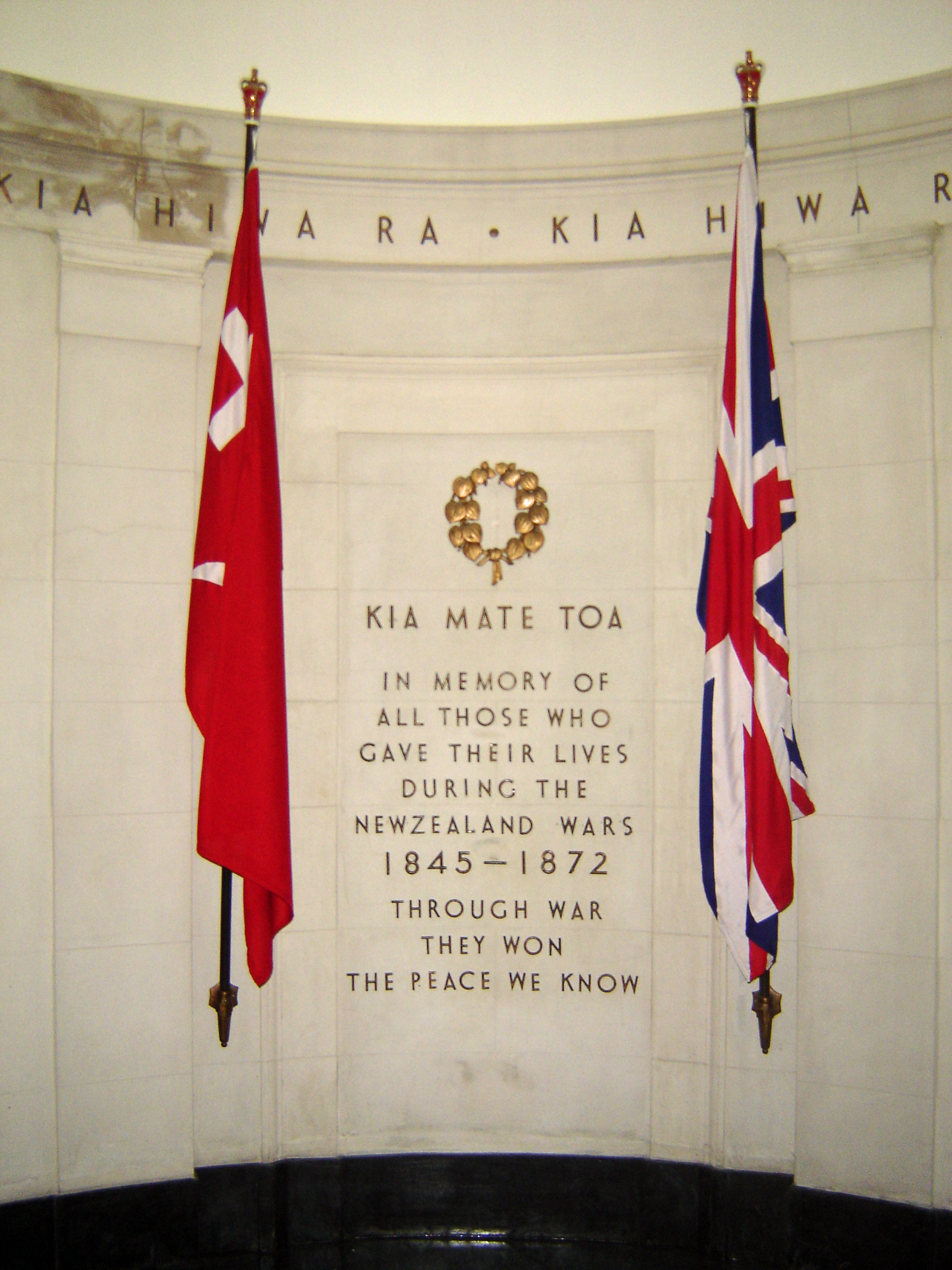
オークランドにあるマオリ戦争記念碑。

ワイタンギ条約締結以降、ヨーロッパ人の移民は爆発的に増加した。ニュージーランドでの農牧業を推進していくため、ヨーロッパ人はマオリから次々と土地を買い上げていった。特に人口密度の低かった南島ではほとんど抵抗無く土地を手に入れることに成功し、1864年の時点で南島におけるマオリの所有する土地は全面積の1％となっている。こうした状況からヨーロッパへの隷属化を危惧したマオリたちによって土地取引反対運動が持ち上がり始めた。これがマオリ戦争の発端となった。特にワイカトではこれをさらに推し進めたマオリ王擁立運動へと発展し、激しい抵抗を見せるようになる。
1859年3月、土地取引賛成派のマオリ首長テイラが、共同所有権を持つ土地を独断でイギリス政府へ売却する動きを見せたため、反対派のマオリ首長ワイレム・キンギとの間に争いが勃発する。これがマオリ戦争を全国規模に拡大することになった。タラナキの地で1,500人のマオリが戦争に加わり、3,000人のイギリス政府軍と衝突した。1861年4月に休戦が呼びかけられて一時戦闘は収まったが、1863年にはワイカトへと広がり、ゲリラ的な戦争が繰り広げられた。ジョージ・グレイは12,000人のイギリス・植民地政府連合軍と、イギリス側に付いた1,000人のマオリ軍を率いてこれの鎮圧にあたった。マオリは地の利を活かした戦闘で数の差を埋めていたが次第に戦局は政府軍が優勢となっていった。1864年3月にマオリの勇将レウィ・マニアポトが討たれると残ったマオリはワイカトを追われ、北島中西部へと逃げ込んでいった。小康状態になりつつも断続的な戦争は続き、キンギが降伏する1872年まで戦争は続き、1881年の正式な和平交渉をもってマオリ戦争は終結した。死者数は政府側が1,000人、マオリ側が2,000人を数えた。
戦争の勃発を受けて政府は1863年に反乱鎮圧法を制定し、マオリの権利を一時的に停止、さらに翌年にはニュージーランド入植地法を制定して戦争関係者のマオリの土地を没収した。マオリにとって政府軍との戦争は自らの土地を守る自衛的なものであったが、反乱民のレッテルを貼られ、先祖伝来の土地を没収される結果に終わった。マオリ戦争の結果、ワイカト（1,205,000エーカー）、タラナキ（1,275,000エーカー）、タウランガ（738,000エーカー）など幾つもの地域で政府による土地の没収が行われた。

## ニュージーランド自治領
1840年のイギリス政府とマオリによるワイタンギ条約の締結によってニュージーランドはイギリスへ正式に併合されることとなった。これに伴いオーストラリアのニューサウスウェールズ植民地政府に付随する一地方であったニュージーランドはイギリス直轄の植民地となり、初代総督はそのまま代理総督だったホブソンが引き継いだ。1846年には北島大部分で構成されるニューアルスター州と南島、スチュワート島及び北島南部で構成されるニューマンスター州が定められ、それぞれが立法院、行政院を持つ独立した政治体となった。1852年に基本法が制定されるとニュージーランドは内政に関する自治が認められるようになり、直轄植民地から自治領へと移行を果たす。基本法により2州制から6州制へと改められ、オークランド州、ニュープリマス州、ウェリントン州、ネルソン州、カンタベリー州、オタゴ州が置かれた。各州には州長官と州議会が設置され、測量、土地登記、移民、公共事業、教育行政に関する権限が与えられた。州の数はヨーロッパ人入植者の増加に伴って分離独立が行われ、ホークスベイ州、マールバラ州、サウスランド州、ウエストランド州などが新たに新設された。
政治形態としては二院制が採用され、立法院が上院としての役割を果たしたが、1951年に一院制へと移行している。1853年には最初の下院議員選挙が実施され、1856年にその結果を受けた内閣が組閣された。初代首相にはヘンリー・スーウェルが就任している。
1850年代は金脈の発見などによるゴールドラッシュ景気が続いた。しかし1866年に金生産はピークに達し、以後、イギリス軍撤退や穀物価格低迷なども影響して景気後退が起きた。第8代首相に就任するジュリウス・ヴォーゲルはこの対策として公共事業の推進を提案し、英本国で100～200万ポンドの借款を行うとともに、鉄道建設業者ジョン・ブログデンと契約を結び、鉄道・電信網の整備など大々的なインフラ整備が実施された。
1891年、ジョン・バランスが首相に就任するとニュージーランドで最初の政党である自由党が結成された。一部の大農園による土地の寡占化解消を謳って当選を果たした自由党は、1891年に「土地・所得税評価法」、1892年に「入植用地法」、「永続借地法」、1894年に「入植者融資法」を制定し、土地相に就任したトーマス・マッケンジー主導のもとに大々的な土地改革を実施した。これらの一連の改革によって1912年までに52万ヘクタールの農園が7,000家族へと再分配された。

## 戦争への参加
1899年、南アフリカで第二次ボーア戦争が勃発すると、当時首相を務めていたリチャード・セドンは、この戦争に派兵することを決定、イギリス本国へ申し入れた。当時全人口の62%がイギリス人移民で占められていた市民はこの決定を歓迎した。1902年の戦争終了までに6,171名の志願兵と6,600頭の軍馬をこの戦争に派遣し、市民は祖国へ貢献できたことを誇ったという。1914年の第一次世界大戦においても当時の首相ウィリアム・マッシーは「我々は我が国を護るために、そして帝国を支援するために取り得るあらゆる行動を起こさねばならない」と演説し歓待を持って迎えられると戦争終結までに約10万名の兵士を供出した。ニュージーランド軍はオーストラリア軍と連合してANZACを組織し、中東でのガリポリの戦いなどに参加した。ガリポリの戦いでは派兵した8,574名のうち2,721名が戦死する凄絶なものとなった。第一次世界大戦におけるニュージーランド軍の戦死者の数は17,000名を数え、イギリス本国を上回る規模であった。
1939年9月3日、イギリスがドイツに対して宣戦布告を行って第二次世界大戦に突入するとニュージーランドもそれに追随し、北アフリカ、ヨーロッパなどの戦線を中心に戦った。この一方で太平洋方面の防衛はアメリカに依存していたため、ニュージーランドがアメリカの重要性を意識する契機となった。
こうした戦争への参加は国際社会の中でニュージーランドの存在を高め、1931年11月、ウェストミンスター憲章の可決によって、ニュージーランドはカナダ、オーストラリア、南アフリカ連邦などとともにイギリス本国と対等な関係を持つ自治国家として認められることとなった。しかし、ニュージーランドから見た場合、独立国家となるよりもイギリス国民として留まることのほうが利点が大きかったことなどから、この正式な承認は1947年まで待つこととなる。

## 第二次世界大戦後

### 経済改革
第二次世界大戦は、イギリスに深刻な損害をもたらしたのに対し、ニュージーランドはほとんど無傷であった。このような状況からニュージーランドはイギリスに対して特恵待遇で生産物を供給する対策を打ち出し、国内で生産される産出品目の安定市場の確保に成功する。バター、チーズ、食肉、羊毛などの主要な輸出品は90%以上がイギリスへ輸出され、その割合は輸出品全体で見ても半分以上を占めるに至った。ニュージーランド経済はイギリス市場に依存することで大躍進を遂げ、1960年代には経済成長率、国民所得が先進諸国の最高水準に接近するなど、栄華を極めた。
しかし、1973年にイギリスが欧州諸共同体に加盟すると、それまで大きく依存していたイギリス市場を喪失することとなり、一転して経済は不安定となった。さらに翌1974年と1979年のオイルショックが追い討ちをかけニュージーランド・ドルは大規模な下落を記録した。1982年にはインフレ率が17.6%に上昇し、政府は緊急対策として「物価・賃金・金利統制令」を発動したが、あまり効果は挙げられなかった。失業率が上昇し、財政赤字が増大する中、当時の首相ロバート・マルドゥーンは、「シンク・ビッグ計画」を打ち出し、大々的な経済改革に乗り出した。シンク・ビッグ計画は外債調達資金による大規模な工業開発計画であったが、結果的に失敗に終わり、多額の負債を抱えたニュージーランド政府は破綻してしまうこととなる。この失敗から1984年には労働党政権が誕生し、ロジャーノミクスといった新自由主義的改革が推し進められ、財政赤字を解消するための行政改革に乗り出し、高福祉・高負担の社会主義的政策が撤廃され、ニュージーランドの福祉制度は後退を見た。この影響で1991年には医療崩壊や、犯罪の増加、高等教育の質の低下が起き、失業者が20万人を超える経済不況に見舞われたが、1993年をピークに徐々に混乱は落ち着き、ニュージーランド経済の体質と構造は大きく変革を遂げた。